# Медопоказвачи
Медопоказва̀чи (Indicatoridae) – семейство дребни птици от разред кълвачоподобни. Включва 17 вида разпространени в Африка и южна Азия. Името им произхожда от навика на червеногушия медопоказвач (Indicator indicator) целенасочено да привлича вниманието на хора и други животни и да ги води до пчелни гнезда. След като животното ограби меда на гнездото, медопоказвачът се храни с останалия восък и личинки.

## Хранене
Медопоказвачите се хранят с насекоми и паяци, но това което ги отличава от сродните им кълвачоподобни е способността им да разграждат восъка със специализирани храносмилателни ензими.
От всички медопоказвачи само един (Червеногушият медопоказвач) проявява поведението дало име на семейството. Според някои автори, Indicator variegatus също води други животни при източници на мед. Червеногушият медопоказвач привлича вниманието на животното с характерно чуруликане. Щом бъде забелязан, започва да лети към източника на мед, периодично спирайки за да се увери че е следван. Щом стигнат до гнездото на пчелите, медопоказвачът каца наблизо и чака едрото животно да се справи с пчелите. След това изяжда остатъците от восък.

## Размножаване
Друга характерна особеност на медопоказвачите е техният гнездови паразитизъм – всички видове снасят яйцата си в чужди гнезда и оставят другите птици да се грижат за тях. Женската снася шест или повече яйца – по едно или две във всяко чуждо гнездо. Снасянето ѝ отнема едва 10-15 сек. и някои видове продупчват или изваждат чуждото яйце замествайки го със своето.

## Видове
17 вида съставят семейството медопоказвачи. Всички освен два са разпространени в Африка, южно от Сахара. Indicator xanthonotus и Indicator archipelagicus са разпространени в Азия.
Семейство: Indicatoridae
- Род: Indicator
  - Indicator maculatus
  - Indicator variegatus
  - Indicator indicator – червеногуш медопоказвач[1]
  - Indicator archipelagicus
  - Indicator minor
  - Indicator conirostris
  - Indicator willcocksi
  - Indicator exilis
  - Indicator pumilio
  - Indicator meliphilus
  - Indicator xanthonotus
- Род: Melichneutes
  - Melichneutes robustus
- Род: Melignomon
  - Melignomon eisentrauti
  - Melignomon zenkeri
- Род: Prodotiscus
  - Prodotiscus insignis
  - Prodotiscus zambesiae
  - Prodotiscus regulus